# Ready for Romance
Ready for Romance é o terceiro álbum da dupla alemã Modern Talking, lançado em 1986 na Alemanha e também no resto do mundo. Possui em sua capa a imagem de duas pombas brancas. Este álbum contém dois singles de sucesso internacional da dupla: Brother Louie e Atlantis Is Calling (S.O.S. for Love).
Brother Louie foi número 1 na Alemanha e Suécia, além de entrar no top 5 em outros países, como Suíça, Áustria e Bélgica. Atlantis Is Calling (S.O.S. for Love) também foi número 1 na Alemanha e entrou no top 5 em outros países, como Suíça, Áustria e Suécia.
Ready for Romance ficou 26 semanas em primeiro lugar na Alemanha. O álbum alcançou o primeiro lugar nas paradas da Alemanha em 8 de junho de 1986. Posteriormente o álbum foi platina por ter vendido mais de 500.000 unidades apenas na Alemanha. Além da Alemanha, Ready for Romance conseguiu alcançar o primeiro lugar em vários países, incluindo Suíça e Áustria, além de ter entrado no top-10 em muitos outros países, incluindo Suécia e Noruega.

## Faixas
Todas as músicas compostas por Dieter Bohlen.
| #   | Título                                  | Duração |
| --- | --------------------------------------- | ------- |
| 1.  | "Brother Louie"                         | 3:41    |
| 2.  | "Just We Two (Monalisa)"                | 3:54    |
| 3.  | "Lady Lai"                              | 4:55    |
| 4.  | "Doctor For My Heart"                   | 3:16    |
| 5.  | "Save Me - Don't Break Me"              | 3:45    |
| 6.  | "Atlantis Is Calling (S.O.S. for Love)" | 3:48    |
| 7.  | "Keep Love Alive"                       | 3:25    |
| 8.  | "Hey You"                               | 3:20    |
| 9.  | "Angie's Heart"                         | 3:37    |
| 10. | "Only Love Can Break My Heart"          | 3:35    |